# الان خوبه
الان خوبه (انگلیسی: Now Is Good) فیلمی در ژانر فیلم‌هایی در رده سنی نوجوانان است که در سال ۲۰۱۲ منتشر شد. از بازیگران آن می‌توان به داکوتا فانینگ، جرمی ایروین، و اولیویا ویلیامز اشاره کرد.

## داستان
تسا دختری است که به بیماری سرطان مبتلا است و در حال دست‌وپنجه نرم‌کردن با مرگ است. او در سن نوجوانی است و روحش به خاطر بیماری آشفته است. پدر و مادرش طلاق گرفته‌اند و او با پدرش زندگی می‌کند. فهرستی از کارهایی را که مایل است در روزهای آخر زندگی انجام دهد برای خود درست کرده‌است؛ ازجمله عشق‌ورزی و ایجاد یک رابطهٔ عاشقانه که بتواند به او آرامش دهد. پس از آنکه اندکی آرامش یافت، به مخاطبان می‌گوید که قدر لحظات زندگی خود را بدانند….